# Krigsherre-tiden
Krigsherre-tiden betegner de år under den kinesiske borgerkrig, fra 1916 til 1928, da landet var opdelt mellem forskellige krigsherrer (militære kliker), hvilken splittelse vedvarede i hele den periode, hvor den nationalistiske regering formelt havde magten på det kinesiske fastland, og som omfattede regionerne Sichuan, Shanxi, Qinghai, Ningxia, Guangdong, Guangxi, Gansu, Yunnan og Xinjiang.
Krigsherre-tiden tog sin begyndelse efter, at Yuan Shi-kai var død, og sluttede formelt i 1928 med afslutningen af felttoget i Nordkina 1926-1928 og Kinas genforening i 1928, også kaldet "udskiftningen af flag i nordøst" (engelsk: Northeast Flag Replacement), der markerede begyndelsen på Nanjing-tiåret. Mens mange af de tidlige krigsherrer som Wu Peifu og Sun Chuanfang forsvandt, fortsatte andre kampen mod centralregeringen langt ind i 1930-erne og 1940-erne, hvor centralregeringen under Kuomintang samtidig måtte kæmpe mod den japanske indtrængen i landet. Visse af krigsherrerne kunne, blandt andet i krigen om de centrale sletter, mobilisere hære på nær en million soldater.

## Oprindelse
Qing-dynastiet havde ikke haft nogen national hær men havde i stedet støttet sig til regionale hære ledet af hver deres egne militære herrer, der manglede standardisering og fasthed. Den mest magtfulde af disse var Beiyang-hæren i landets nordlige del under ledelse af Yuan Shi-kai, idet denne havde fået den bedste træning og de bedste våben. Officererne i de enkelte hære var kun loyale over for deres overordnede og dannede kliker, der hvilede på geografiske forhold og uddannelse i fællesskab på de militære akademier samt fælles erfaringer. Meningen med denne hærstruktur var at undgå sproglige misforståelser, men bivirkningen var en tendens til "regionalisering" af hæren.
Xinhai-revolutionen i 1911 førte til udbredte mytterier over hele det sydlige Kina. Oprørstropper oprettede deres egen foreløbige regering i Nanjing året efter under Sun Yat-sen. Oprørstropperne var ikke stærke nok til at bekæmpe Beiyang-hæren og indså, at fortsatte kampe næsten uundgåeligt ville føre til deres nederlag. I stedet forhandlede Sun Yat-sen med Yuan Shi-kai for i fællesskab at bringe en ende på Qing-dynastiet og genforene landet. Til gengæld for sin støtte skulle Yuan udnævnes til præsident. Yuan ville dog ikke flytte til Nanjing og valgte i stedet at slå sig ned i Peking, hvor han havde en sikker magtbase.
Under indtryk af Yuans stadigt mere autoritære styre gjorde de sydlige provinser oprør i 1913 men blev effektivt slået af Beiyang-styrker. De civile guvernører blev erstattet af militære. I december 1915 tilkendegav Yuan, at han havde i sinde at lade sig udråbe til kinesisk kejser. Det første til en fornyet opstand i de sydlige provinser kendt som den nationale beskærmelseskrig (engelsk: National Protection War), denne gang endnu mere alvorlig end tidligere, da de fleste Beiyang-kommandører vendte sig bort fra Yuan. Han afløste kejserudnævnelsen i et forsøg på at genvinde deres støtte, men døde i juni 1916. Kina var nu aldeles splittet politisk set. Modsætningen mellem nord og syd vedvarede under hele krigsherre-tiden.

## Udviklingen i nord
Yuans bortgang førte til, at Beiyang-hæren blev splittet i to fraktioner: Anhui-kliken ledet af Duan Qirui og Zhili-kliken ledet af Feng Guozhang. Yderligere frandtes i Manchuriet en Fengtian-fraktion ledet af Zhang Zuolin, bestående af dels Beiyang-tropper, dels lokale troppestyrker. Efter som udlandets diplomatiske anerkendelse som regel blev givet til regeringen i Peking, var kontrollen over denne by af største betydning. En regering her kunne regne med dels at kunne sikre sig indtægterne fra toldafgifter, dels muligheden for at forhandle lån med udlandet. Alle nordkinesiske fraktioner accepterede regeringen i Peking som landets lovlige selv, om de ellers var modstandere af den. Holdningen blandt de stedlige krigsherrer var den, at nok var regeringen lovlig, men den havde ikke autoritet til at bestemme over provinserne. Centralregeringen på sin side kunne fra tid til anden udstede edikter til områder uden for dens kontrol for at erklære rivaliserende fraktioner forræderiske for der efter, når sådanne erklæringer (forventet) blev ignoreret med retmæssig grund udføre militære aktioner imod områderne. Denne praksis ophørte dog i 1923, da Cao Kun købte præsidentembedet. Da nægtede de nordlige fraktioner ganske enkelt pure at anerkende legitimiteten.

### Anhui-hegemoniet (1916–1920)
Præsident Li Yuanhong havde sine reelle ligemænd i Beiyang-generalerne. Premierminister Duan Qirui dominerede politisk men måtte samarbejde med Zhili-kliken for at sikre et stabilt styre. Mange provinser nægtede at anerkende deres regering og forlangte, at Beiyang-generalerne skulle holde sig væk fra politik. Duans anstrengelser for at få Kina med i 1. verdenskrig og hans hemmelige lån fra Japan førte til hans afskedigelse ved Li i maj 1917. Vel vidende, at Duan planlagde et modtræk mod ham, bad Li den yderst indflydelsesrige general Zhang Xun om at beskytte regeringen. I stedet genindsatte Zhang Qing-dynastiet i juli. Duan fik udvirket en modrevolte mod monarkisterne og blev hyldet som republikkens frelser, hvilket gav ham friere handlevilkår. Han erklærede krig mod Tyskland. Hans næste træk var at forsøge at undertvinge de sydlige provinser, men uoverensstemmelser med Zhili-kliken (der foretrak forhandling) førte til, at han trak sig fra posten for at redde enheden i Beiyang. Præsident Feng Guozhang måtte imidlertid kalde Duan tilbage som følge af pres fra Anhui-kliken. Den militære kampagne i Hunan gav imidlertid bagslag og førte til faldende moral og bitterhed. Duan trak sig atter fra posten i oktober 1918 og forsøgte med alle midler at forhindre en fredsaftale mellem nord og syd. Hans pro-japanske politik svækkede ham, da 4. maj-rørelsen blussede op. Derefter gik Zhili-kliken i alliance med Zhang Zuolin fra Fengtian-kliken og slog Duan i Zhili-Anhui-krigen i juli 1920.

### Zhili-hegemoniet (1920–1924)
Efter, at Feng Guozhang døde i 1919, blev ledelsen af Zhili-kliken overtaget af Cao Kun. Alliancen med Fengtian var sket ene af nødvendighed, og den første Zhili-Fengtian-krig brød ud i 1922, hvilken førte til, at Zhili pressede Fengtian tilbage til Manchuriet. I et forsøg på at styrke deres egen legitimitet og genforene landet prøvede de at få Li Yuanhong tilbage som præsident og få genoprettet Nationalforsamlingen. De foreslog, at Xu Shi-chang og Sun Yat-sen skulle give afkald på deres præsidentembeder samtidigt til fordel for Li. Da Sun fremsatte vilkår, som Zhili ikke kunne gå med til, førte det til, at KMT-generalen Chen Jiongming blev overløber mod anerkendelse som guvernør i Guangdong. Da Sun således havde mistet Guangzhou lod Zhili-kliken formelt forfatningsstyret forud for Zhang Xuns kup genindsætte. Cao købte præsidentembedet i 1923 til trods for modstand fra Kuomintang, Fengtian, resterne af Anhui, en del af hans løjtnanter og offentligheden. I efteråret 1924 syntes Zhili at være på nippet til den totale sejr i den anden Zhili-Fengtian-krig lige indtil, at Feng Yuxiang svigtede kliken, erobrede Peking og fængslede Cao. Det lykkedes imidlertid Zhili-styrker at bevare magten i de centrale landsdele.

### Fengtian-hegemoniet (1924–1928)
Alliancen mellem Zhang Zuolin og Feng Yuxiang var skrøbelig. Feng havde dannet sin egen fraktion kaldet Guominjun (Nationalist-hæren eller KMC), der havde ideologiske sympatier for det sydlige Kuomintang-styre uden at være en del af det. Som et kompromis overdrog de det nordlige styre til Duan Qirui hvis Anhui-klike næsten var udslettet. Fengtian havde en langt større styrke i henseende til mandskab efter som KMC-tropperne var spredt fordelt ud over et stort område. Forhandlinger om genforening af nord og syd kom ikke ud af stedet, efter som Zhang og Duan kun havde lidt til fælles med Sun Yat-sen, der døde i marts 1925. Senere samme år udbrød der atter stridigheder efter, at Fengtian-generalen Guo Congling var løbet over til KMC, hvilket betegnedes Anti-Fengtien-krigen. Zhili-generalen Wu Peifu besluttede at slutte sig sammen med Zhang imod forræderen Feng. KMC-styrker blev trængt tilbage mod nordvest, men deltog senere i felttoget i Nordkina 1926-1928 under Chiang Kai-shek. Zhang overtog det nordlige styre i juni 1927, da tropper fra Den Nationale Revolutionshær (NRA) strømmede ind i hans område. Den 2. juni 1928 måtte Zhang trække sig tilbage efter at have accepteret at overgive Peking til NRA. Han blev myrdet ved en japans bombe under flugt til Manchuriet den 4. juni. Fem dage senere erobrede NRA-tropper hovedstaden og udryddede Beiyang-regeringen. Zhangs søn og efterfølger, Zhang Xueliang, anerkendte den nationale regering den 31. december.

## Udviklingen i syd
Syden var sydende af revolutionær virksomhed og det område, der var i stærkest opposition til Beiyang-klikerne. De gjorde oprør mod Qing-dynastiet i 1911 og mod Yuan Shi-kai i 1913 og 1916. Efter Qing-genindsættelsen i Peking, nægtede adskillige sydlige provinser ledede af Tang Jiyao og Lu Rongting at anerkende det nye Duan Qirui-kabinet og parlamentet. Sun Yat-sen samlede flere anerkendte politikere, KMT-medlemmer fra den opløste Nationalforsamling for Republikken KIna og sydlige militære i slutningen af juli 1917 for at danne en rivaliserende regering i Guangzhou (kendt som Forfatningsbeskyttende Regering). De sydlige fraktioner anerkendte Guangzhou som den legitime hovedstad uanset, at den ingen international anerkendelse havde. Som i nord kunne det ske at sydlige militære gjorde oprør under påkaldelse af provinsrettigheder, især Guangxi. Til de sydlige provinser henregnedes: Yunnan, Sichuan, Guizhou, Hunan, Guangxi, og Guangdong (herunder Hainan).

### Forfatningsbeskyttelsen (1917–1922)
I september blev Sun udnævnt til generalissimo for det militære styre med det formål at beskytte den midlertidige forfatning fra 1912. De sydkinesiske krigsherrer støttede ham alene for derved at retfærdiggøre deres egen stilling og udfordre Peking. I et forsøg på at opnå international anerkendelse erklærede de krig mod centralregeringen uden dog at opnå noget herved. I juli 1918 fandt de sydkinesiske krigsherrer, at Sun havde fået for megen magt og tvang ham ind i en regeringskomite. Vedvarende indblanding tvang Sun til selvvalgt eksil. Men han var fraværende, dannede Sun Det Kinesiske Nationalistparti (Kuomintang). Med hjælp fra KMT-general Chen Jiongming blev komitemedlemmerne general Cen Chunxuan, admiral Lin Baoyi, og general Lu Rongting trængt i 1920 under Guangdong-Guangxi-krigen. I maj 1921 blev Sun udnævnt til "extraordinær præsident" af et restparlament uanset protester fra Chen og Tang Shaoyi, der påtalte den manglende legitimitet. Tang rejste mens Chen gik sammen med Zhili-kliken for at vælte Sun i juni 1922 mod at blive anerkendt som guvernør for Guangdong.

### Reorganisering (1923–1925)
Loyale tvang Chen bort, og Sun vendte tilbage til magten i marts 1923. Han reorganiserede KMT i henhold til leninistiske tanker om demokratisk centralisme og gik i alliance med Kinas Kommunistiske Parti, hvilket skulle blive kendt som Den Første Forenede Front. Den sydlige regering opgav at forsvare 1912-forfatningen, da restparlamentet løb over og forenede sig med Caos styre i nord. I stedet gjorde man det til sit mål at danne en revolutionær et-parti-stat. Whampoa Militærakademi blev oprettet for at uddanne et lojalt officerkorps til afløsning for de illoyale og opportunistiske sydlige krigsherrer. Foranlediget af Zhili-kliken rejste Sun i 1924 til Peking for at forhandle genforening med Guominjun, Fengtian, og Anhui-ledere. Han døde af cancer i marts 1925, hvilket dels førte til forhandlingernes ophør, dels bevirkede en magtkamp i KMT. Tang Jiyao, der hævdede at være Suns udvalgte arvtager forsøgte at sikre sik kontrollen over den sydlige regering under Yunnan-Guangxi-krigen, men blev slået. I nord havde Anti–Fengtian-krigen stået på fra november 1925 til april 1926 med Guominjun mod Fengtian-kliken og dens allierede fra Zhili-kliken. Krigen endte med Guominjuns nederlag og afslutningen på det midlertidige eksekutivregering.

### Felttoget i Nordkina 1926-1928
KMT-generalen Chiang Kai-shek fremstod i stigende grad som leder af den Nationale Revolutionshær efter Zhongshan-krigsskibs-hændelsen. Han igangsatte den længe udsatte nordekspedition i sommeren 1926. NRA-styrker slog let Zhili-styrkerne under Wu Peifu og Sun Chuanfang i det centrale og østlige Kina. Guominjun og Shanxi-krigsherren Yan Xishan forenede deres styrker med KMT mod Fengtien. I 1927 ophørte alliance mellem KMT og KKP efter, at kommunisterne var blevet brutalt slagtede, hvilket udløste den kinesiske borgerkrig. Chiang etablerede sin hovedstad i Nanjing men havde fortsat behov for at erobre Peking for at få international anerkendelse. Yan Xis-han, nu KMT-general, besatte Peking efter Zhang Zuolins død. Zhang Xueliang, der var blevet den nye leder af Fengtian, valgte at underkaste sig på betingelse af, at han fik lov til at fortsætte styret over Manchuriet. Dette varede til den japanske besættelse i 1931.

## Nominel genforening
Ved at flytte hovedstaden til Nanjing havde Chiang sikret sig i sin magtbase, hvilken fuldendtes ved Nordøst Flag-udskiftningen og den kinesiske genforening i 1928. Flere krigsherrer blev ikke slået med valgte at samarbejde med den nye nationale regering, hvilket siden skulle give Chiang problemer. Feng Yuxiang og Yan Xishan gjorde oprør i 1930 under krigen på de centrale sletter. Mod nordvest udbrød Xinjiang-krigene, der varede fra 1931 til 1937. Chiang måtte nedkæmpe Fujian-oprøret i 1933-1934. Zhang Xueliang tog del i Xi'an-hændelsen i 1936. Dertil kom utallige mindre krigsherrer, banditter, militante etniske mindretal samt kommunisterne, der virkede i landdistrikterne og fjerne yderkanter. KMT selv var plaget af indre fraktionsdannelser, hvor forskellige indflydelsesrige ledere som Wang Jing-wei og Hu Han-min gjorde oprør mod Chiang. Chiangs faktiske magt var mindre uden for provinserne omkring Jiangsu. Kort og godt: Krigsherre-tiden blev egentlig ikke afsluttet men fik en ny fremtoning. Alle kliker gjorde nu brug af Zhongshan-uniformen og havde partimedlemsskab, hvorved de var KMT-forbundne. Først efter afslutningen af den kinesiske borgerkrig i 1950 oplevede landet noget, der mindede om en fælles, forenet regering i lighed med tiden før 1915.